# Отточенное лезвие
«Отточенное лезвие» (англ. Sling Blade) — американский драматический фильм 1996 года. Дебютная полнометражная режиссёрская работа Билли Боба Торнтона, также исполнителя главной роли и автора сценария фильма, за который он был удостоен премии «Оскар» в соответствующей категории.
Режиссёрская версия фильма имеет хронометраж 148 минут.

## Сюжет
В кинокартине рассказывается о судьбе человека, в зрелом возрасте выходящего из психиатрической клиники, куда был помещён в 12 лет за двойное убийство с помощью резака для рубки кустов (sling blade).
Главный герой, Карл Чайлдерс, является умственно отсталым и спустя много лет, проведённых взаперти в клинике, у него практически нет опыта социального общения и жизненных навыков. С помощью врача он получает небольшую работу в ремонтной мастерской и начинает жизнь в непривычном для себя мире.
Неприкаянный и имеющий проблемы в общении, Карл находит друга в лице мальчика, у которого нет отца. Но затем обнаруживает что жизнь нового друга и его матери далеко не безоблачна, и даже находится под угрозой…

## В ролях
- Билли Боб Торнтон — Карл Чайлдерс
- Дуайт Йокам — Дойл Харгрейвс
- Джей Ти Уолш — Чарльз Бушман
- Джон Риттер — Вон Каннингем
- Лукас Блэк — Фрэнк Уитли
- Натали Кэнердей[англ.] — Линда Уитли
- Джеймс Хэмптон[англ.] — Джерри Вулридж
- Роберт Дюваль — отец Карла
- Джим Джармуш — продавец фастфуда

## Награды и номинации
- 1997 — премия «Оскар» за лучший адаптированный сценарий (Билли Боб Торнтон), а также номинация за лучшую мужскую роль (Билли Боб Торнтон);
- 1997 — премия «Независимый дух» за лучший дебютный фильм (Билли Боб Торнтон, Дэвид Л. Бушелл, Брэндон Россер);
- 1997 — премия «Сатурн» лучшему молодому актёру (Лукас Блэк);
- 1997 — три номинации на премию «Спутник»: лучшая мужская роль в драматическом фильме (Билли Боб Торнтон), лучший оригинальный сценарий (Билли Боб Торнтон), лучшая музыка к фильму (Даниэль Лануа);
- 1997 — премия «Молодой актёр» лучшему молодому актёру — драма (Лукас Блэк);
- 1997 — две номинации на премию Гильдии киноактёров США: лучшая мужская роль (Билли Боб Торнтон), лучший актёрский состав в игровом кино;
- 1997 — премия Гильдии сценаристов США за лучший адаптированный сценарий (Билли Боб Торнтон);
- 1996 — премия за особые достижения Национального совета кинокритиков США (Билли Боб Торнтон), а также попадание в десятку лучших фильмов года.